# Via dello Studio
Via dello Studio è una strada del centro storico di Firenze, che va da via del Corso (canto allo Studio) a piazza del Duomo. Lungo il tracciato si innestano: via delle Oche (piazzetta Cardinale Giovanni Benelli), via de' Bonizzi, via della Canonica e la piazza dei Maccheroni. 

## Storia e descrizione
La denominazione attuale, attestata dal Cinquecento, rendo conto di come lungo la strada fosse il palazzetto sede dello Studio fiorentino, istituito dal 1320 (nel luogo dove erano delle case dei Tedaldini il che giustifica la più antica denominazione dell'arteria), aperto agli studiosi nel 1348 e poi destinato a Collegio Eugeniano per i chierici del Duomo. «Mediante la grande pestilenza, acciò li popoli più frequentassero la città, si creò a Firenze uno studio pubblico di ciascuna scienza; et acciò furono deputati ufiziali che feciono edificare un bello luogo atto a ciò, in su certi casolari de' Tedaldini nella via che perciò si chiama dello Studio». 
Per quanto riguarda le ulteriori titolazioni attestate, così riassume la questione lo Stradario storico amministrativo del Comune di Firenze del 1913: «da piazza del Duomo a via dell'Oche [la strada fu detta] via del Transito; oltre via de' Tedaldini. Peraltro ove ora sono le botteghe dei marmisti dell'Opera, era la piazzuola di S. Benedetto».
La strada ebbe la forma odierna solo nel 1754. Prima si interrompeva all'altezza della chiesa di San Benedetto davanti al muro della zona della Canonica del Duomo, una specie di area franca, cinta da mura e soggetta solo alle leggi ecclesiastiche, che un tempo si estendeva tra piazza del Duomo e via delle Oche. Nel periodo della reggenza di Francesco Stefano di Lorena venne abolita la chiusura della Canonica, con demolizioni parziali e l'apertura permanente di quattro porte: una su piazza San Benedetto, una su via del Campanile e una appunto su via dello Studio, strada che venne rettificata e poi ampliata fino a piazza del Duomo.

## Descrizione
La strada conserva il carattere antico, con carreggiata pavimentata a lastrico e con, lungo il primo tratto, numerosi edifici commerciali anche a carattere tradizionale.

### Edifici
| Immagine | N°       | Nome                            | Descrizione |
| -------- | -------- | ------------------------------- | --- |
|          | 2        | Casa Ricciardi                  | Era qui l'accesso a un chiasso posto tra le antiche case dei Portinari e dei Tedaldini che, formando una specie di squadra, andava poi a sbucare di fronte a piazza delle Pallottole. Quando Niccolò Serguidi, figlio di Francesco di Jacopo Ricciardi, comprò nel 1768 il palazzo Salviati sul Corso, ottenne di poter chiudere questo chiasso che passava dietro il suo palazzo. La porta, che si vuole settecentesca, presenta una larga cornice sormontata da una specchiatura rettangolare sulla quale insiste un piccolo scudo con l'arme dei Ricciardi di San Giovanni (senza smalti, trinciato, alla stella a otto punte nel secondo, e alla banda passata sulla trinciatura e caricata di un riccio passante). Oggi dà accesso a un complesso residenziale che fa parte di palazzo Portinari Salviati e come questo restaurato con un cantiere concluso nel 2022. |
|          | 4        | Palazzina                       | Si tratta di una elegante palazzina, con la facciata organizzata su tre piani per tre assi, le finestre incorniciate secondo modi che rimandano a modelli sette/ottocenteschi, periodo nel quale si deve supporre siano state riconfigurate le antiche case che qui sorgevano. Il portone, centrale, è affiancato da due alte mostre di accesso a esercizi commerciali. |
|          | 1        | Palazzo dello Studio Fiorentino | Il palazzo che ospitò lo Studio Fiorentino occupa un'area nella quale erano le antiche case dei Tedaldini che, in quanto ghibellini, furono banditi con la conseguente confisca delle proprietà da parte del Comune e la trasformazione dell'edificio in sede, dal 1348, dell'istituto di formazione superiore. Quando, nel 1472, l'Università fiorentina fu soppressa e riunita a quella Pisa, qui si continuarono comunque a tenere lezioni e a riunirsi celebri accademie di letterati e di scienziati (Accademia Fiorentina - in origine degli Umidi -, Accademia della Crusca, Accademia degli Apatisti). Successivamente l'edificio fu concesso alle Scuole Pie dei padri Scolopi e, nel 1784, al Collegio Eugeniano, che vi operò fino al 1912. Nel 1811 il complesso fu interessato da importanti lavori che ne consentirono l'ampliamento inglobando nella fabbrica l'ex chiostro di Santa Maria de' Ricci. Attualmente il palazzo è proprietà dell'Opera di Santa Maria del Fiore. Il fronte si presenta vasto, con al terreno una successione di robuste arcate di pietre conce, che ancora restituiscono il carattere dell'antica fabbrica duecentesca. Tra gli stemmi dei Medici e del Capitolo fiorentino era un'ampia pittura murale che mostrava in successione gli stemmi civici, accompagnata da un'iscrizione che ricordava la destinazione dell'edificio a sede del Collegio Eugeniano nel 1784: tutta questa decorazione è stata lasciata deperire di modo che, cadute ampie porzioni d'intonaco, rimane leggibile solo la porzione destra.                                                                                               |
|          | 21r-23r  | Casa Tedaldini                  | L'edificio sulla cantonata su via delle Oche apparteneva in origine ai Tedaldini, che in quest'area vantavano varie proprietà. Rimasto alla famiglia fino al 1416, fu donato nello stesso anno da Giovanni Tedaldini all'ospedale di Santa Maria Nuova. In seguito all'apertura del perimetro della vecchia canonica ed al conseguente sbocco sul Duomo di via dello Studio il palazzo subì notevoli alterazioni e trasformazioni. Dell'antica porticciola, ovvero della "antichissima soglia con degli arpioni che la tradizione vuole appartenesse ad una delle porte del primo cerchio di mura di Firenze", non sembrano sussistere più tracce. Ugualmente non è più presente lo stemma del Popolo fiorentino dipinto in prossimità del canto, con l'iscrizione «Semper restituenda ac servanda antiquitas», stemma e iscrizione già rinnovati in occasione del restauro che interessò l'edificio nel 1884 e ancora documentati in una fotografia pubblicata nel 1972. Dal lato di via delle Oche l'edificio si presenta in effetti nei termini di una palazzina ottocentesca, che tuttavia dell'antica storia conserva un pietrino con la gruccia a indicare la proprietà di Santa Maria Nuova e un vistoso mensolone. Dal lato di via dello Studio, invece, per quanto i piani superiori ripetano il disegno ottocentesco del fronte principale, al terreno, "nel 1911 furono scoperte grandiose arcate di conci di pietra formanti il robusto basamento di un palagio che aveva la facciata principale su via dello Studio e volgeva in Via delle Oche, dove sussistono ancora mensoloni di pietra che accennano all'esistenza di una torre scapezzata". |
|          | 8        | Palazzo Pegna                   | L'edificio originario, sicuramente di antica fondazione, è segnalato da Guido Carocci tra le proprietà possedute in antico a Firenze dalla famiglia dei da Romena. Attorno alla metà dell'Ottocento il palazzo passò alla famiglia Pegna che lo rese celebre per la bottega di alimentari drogheria e mesticheria aperta nel 1860 da Cesare Pegna negli ambienti al terreno, ancora oggi attiva sebbene passata ad altra proprietà. Attualmente l'immobile si presenta con un ampio prospetto di quattro piani per sette assi, il terreno a finto bugnato segnato da una successione di arcate, i piani superiori con finestre ad arco allineate su ricorsi in pietra e incorniciate da ghiere sempre in pietra, più rilevate al piano nobile, a filo dell'intonaco ai piani superiori. Sul cancello che chiude l'androne ricorre uno scudo con arme e le iniziali CP, probabilmente in riferimento a Cesare Pegna. |
|          | 3        | Bottega dell'Opera del Duomo    | Posto a pochi passi dalla cattedrale, si tratta di un edificio insolitamente basso con tetto spiovente, nel quale sono ospitati i laboratori per il restauro e la conservazione degli apparati lapidei del complesso del Duomo. Costruito secondo forme che si ispirano all'antico nella seconda metà del XIX secolo, è frequentato dagli scalpellini moderni, che si occupano della realizzazione di copie di sculture, rilievi e frammenti architettonici da inserire al posto degli originali per ragioni di salvaguardia. Il laboratorio possiede sia strumenti antichi che moderni per la scultura e viene aperto al pubblico una volta all'anno, l'8 settembre in occasione della festa della nascita di Maria. |
|          | 10       | Chiesa di San Benedetto         | Della chiesa si hanno notizie già nel 1032 e fu una delle trentasei parrocchie della "cerchia antica" di Firenze. L'antica porta si trovava in via dello Studio, dove si vede ancora uno stemma Tebaldini e dell'ospedale di Santa Maria Nuova, che l'ebbe successivamente in patronato. Con l'ampliamento del duomo, San Benedetto perse gran parte dei beni. Nel Settecneto corse il rischio di venire demolita, quando l'arcivescovo Leone Strozzi ipotizzò di impiantare qui il seminario. Dopo un periodo di decadenza, la chiesetta fu ripristinata nel 1702, e nel 1771 divenne oratorio della Compagnia dei Bianchi; oggi presenta forme settecentesche. |
|          | 25r      | Torre dei Pierozzi              | Si tratta di un edificio di impianto duecentesco, noto come di proprietà della famiglia Pierozzi e quindi tradizionalmente legato alla figura di sant'Antonino Pierozzi, arcivescovo di Firenze e patrono dell'arcidiocesi assieme a san Zanobi. Diventata proprietà della Propositura del Duomo, la torre fu restaurata nel 1912 dall'architetto Giuseppe Castellucci, con ampie ricostruzioni in modo da enfatizzarne il carattere medioevale. Di questi anni è anche la collocazione sulla porta di un busto del santo (riproduzione di un'opera tradizionalmente attribuita al Verrocchio), accompagnato da una memoria datata al 1731 (posta al tempo dell'apertura della zona murata della Canonica) che indica la casa - poggiando sull'autorità di "antichi documenti" - come luogo di "nascita, educazione, tirocinio e santità" del personaggio. La torre presenta un rivestimento in pietre a vista, con bozze di diversa dimensione, segnato da aperture di diversa forma e allineamento. Al secondo piano sia apre una porta che presumibilmente doveva un tempo fungere da accesso tramite una scala di legno esterna. |
|          | 27r; 36r | Palazzi dei Canonici            | Si trovano qui il prospetto laterale (privo di elementi caratteristici) del più orientale e del centrale dei palazzi dei Canonici su piazza Duomo. Questo complesso di tre edifici risale all'epoca di Leopoldo II di Lorena, quando iniziò a maturare l'idea di un allargamento e di un maggior decoro nella piazza con al demolizione della vecchia "chiusura" della canonica. Furono progettati dall'architetto Gaetano Baccani, con lavori condotti tra il 1826 e il 1830, rappresentando uno dei primi interventi di "Risanamento" del centro storico, ben prima di quelli legati al piano Poggi e a Firenze Capitale. Sui lati posteriori e laterali le singole costruzioni si appoggiarono su alcune delle preesistenze. |

### Lapidi
Sulla torre dei Pierozzi, sotto il busto di sant'Antonino, si legge:
| DOMUM . HĀC ORTU . EDUCATIONE . ET . SANCTITATIS . TYROCINIO DIVI . ANTONINI . ARCHIEPISCOPI . FLORENTINI INSIGNEM . ESSE EX . ANTIQUIS . TABULIS . COMPERTUM . EST ANNO . S . M . D . CC . XXXI |

Traduzione: «Da antichi documenti si è accertato nell'anno dell'era cristiana 1731 che questa casa è insigne per la nascita, l'educazione e il tirocinio di santità di sant'Antonino arcivescovo di Firenze».

### Tabernacoli

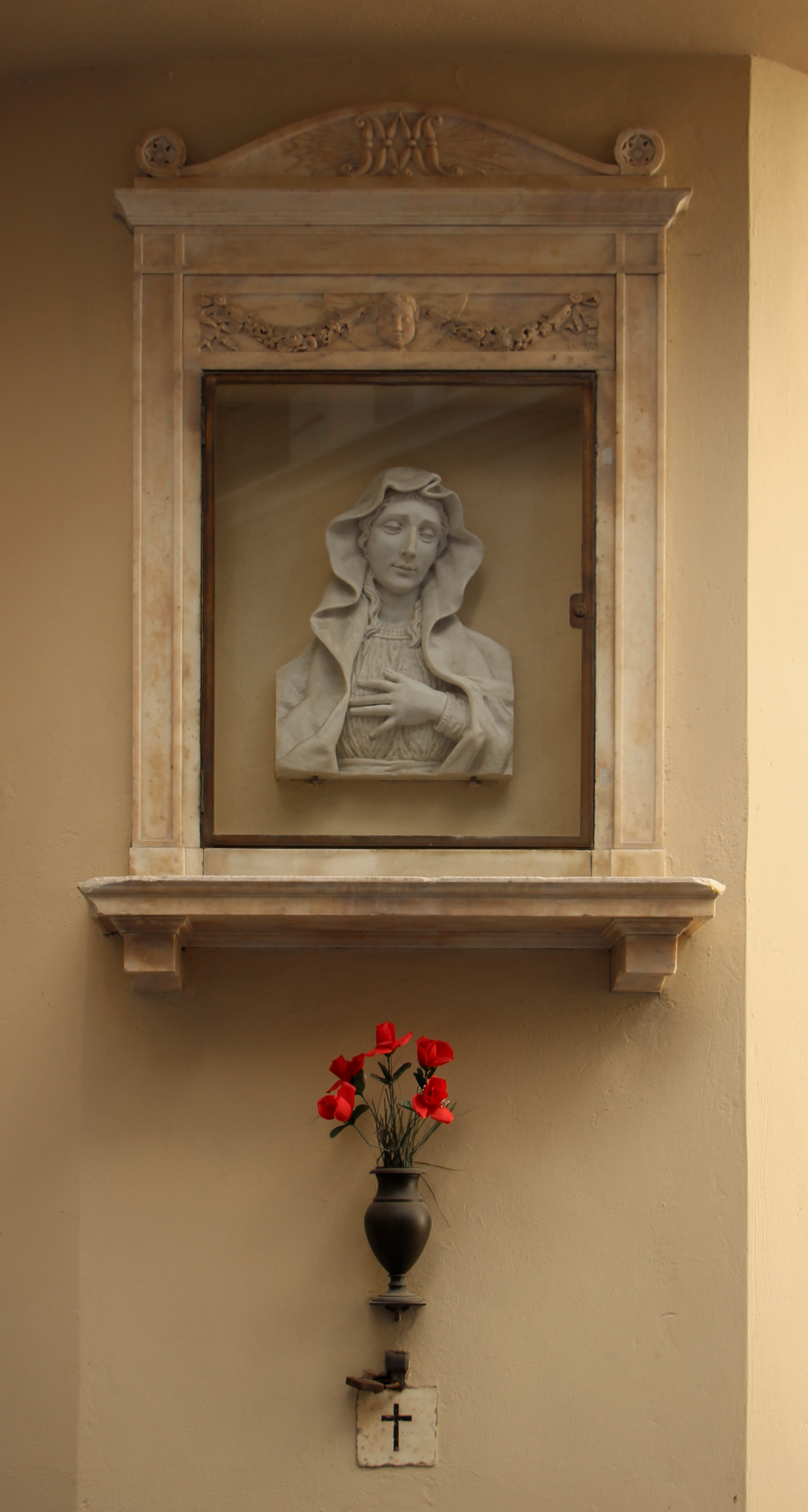
Tabernacolo della bottega dell'Opera del Duomo

Sulla bottega dell'Opera del Duomo, in angolo con via delle Oche (piazzetta Cardinale Giovanni Benelli), è un'edicola quadrangolare in marmo bianco, costituita da un fastigio ad arco terminante a volute contenenti rosette, con il monogramma mariano raggiato al centro, contenente un vano il cui fregio reca una protome angelica al centro di un festone floreale. Il tabernacolo, evidentemente da datarsi al primo Ottocento per l'evidente carattere neoclassico, era rimasto vuoto e nel 1954, probabilmente su sollecitazione del Comitato per l'Estetica Cittadina, era stato decorato da una Madonna col Bambino e sant'Anna, donata da Primo Conti, che però venne rubato il 7 dicembre 1980. Dopo essere rimasto a lungo vuoto, ha contenuto un tondo di terracotta dipinto da Galeazzo Auzzi, raffigurante l'Eucaristia, e infine (dagli anni 2010) un busto ad altorilievo della Madonna Annunciata, opera di un artista dei laboratori dell'Opera del Duomo.
Più in basso si trova sostegno per un vaso per fiori e un tassello marmoreo con una croce.

## Piazza dei Maccheroni

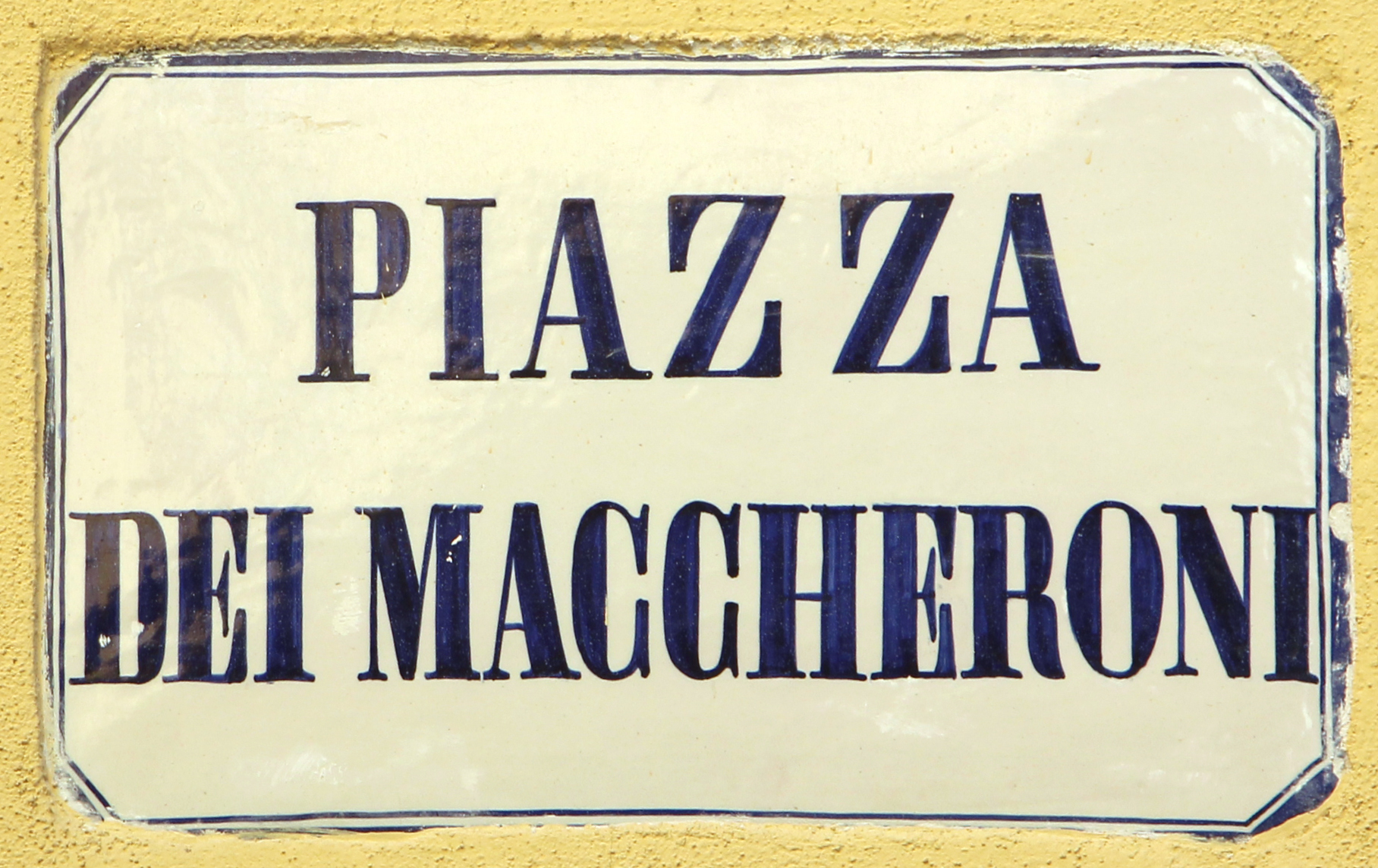
Piazza dei Maccheroni, placca con nome

La minuscola piazzetta "dei Maccheroni" si apre sul finire di via dello Studio, lato orientale, quasi a ridosso di piazza Duomo. Il nome, attestato dal 1838, venne dato al piccolo slargo in onore di un'oscura famiglia dei "Maccheroni", praticamente nota solo negli studi toponomastici, che la citano nella vicina e tuttora esistente via dei Maccaroni (non prima del 1779) e in via Santa Margherita (verso il 1727). Bisogna tener conto che questa zona della città, fatta di vicoli, case torri e stretti chiassi, venne radicalmente stravolta prima dalla costruzione del Duomo col suo progressivo ampliamento delle absidi, poi della chiusura della zona della "Canonica", esclusivamente riservata alle abitazioni dei canonici del Duomo (1340 circa) e infine alla sua apertura e demolizione parziale tra il 1754 e il 1830, quando vennero completati i tre grandi palazzi dei Canonici che ancora si vedono. Se esistettero case della famiglia Maccheroni (il cui nome doveva derivare o dal greco bizantino μάκαρος, "benedetto", con riferimento alla vicina chiesa di San Benedetto, o dal "macco", una farinata da cui deriverà il nome della pasta dei maccheroni) esse dovettero andare perdute in questi eventi. 
La piazzetta dunque nacque dietro al più orientale dei palazzi dei Canonici, ed è verosimile che fosse un'appendice dell'antica corte dei Visdomini, che si allungava lungo tutta la Canonica, come si vede bene nella pianta del Buonsignori (1584). L'unica casa che ha qui la porta principale d'accesso appartiene all'Opera del Duomo. 
Pur non esistendo relazione tra la famiglia dei Maccheroni e la pasta, è tuttavia singolare che nella piazza abbia avuto sede dal dopoguera un ristorante.

## Note

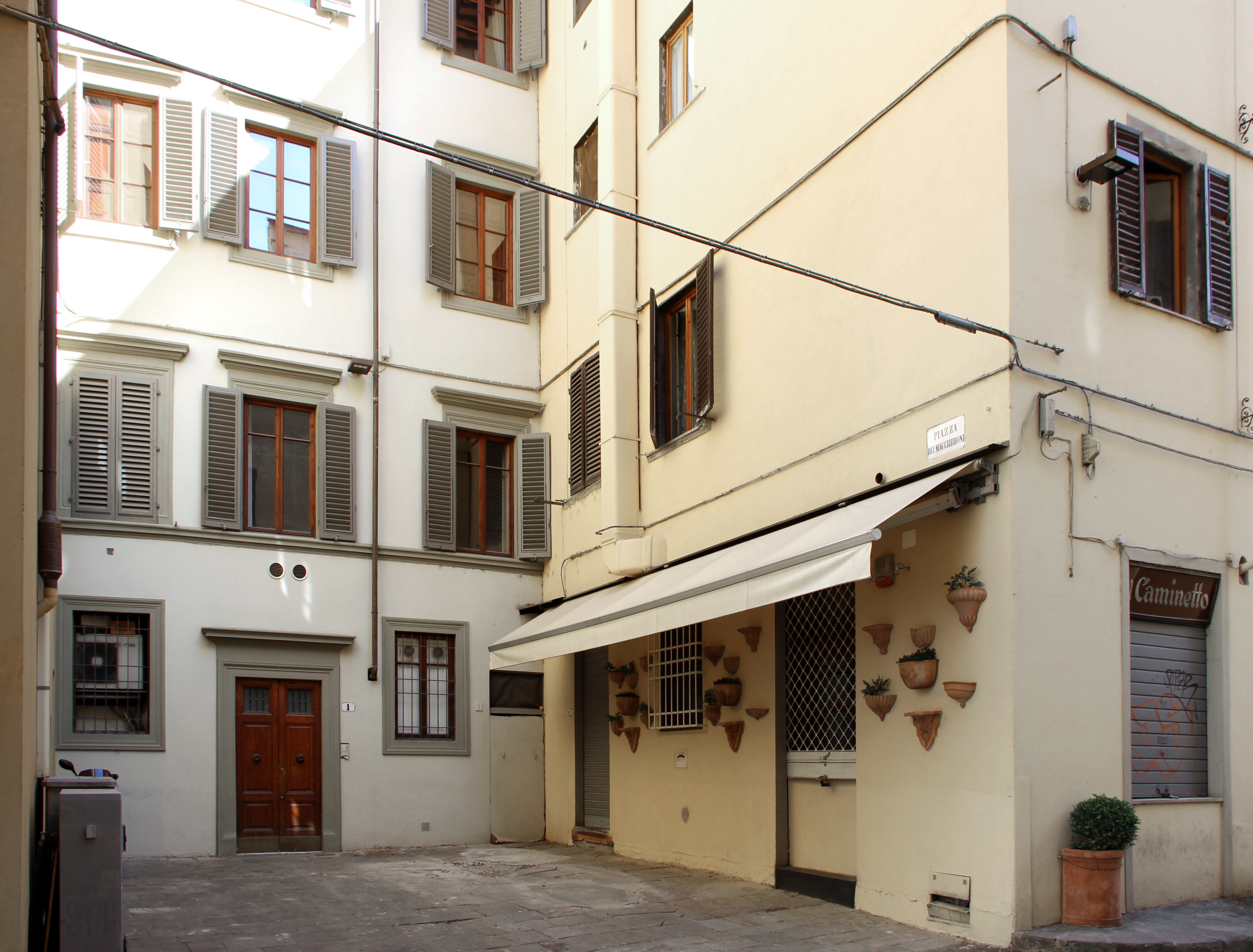
Piazza dei Maccheroni